# Stengel (Adelsgeschlecht)

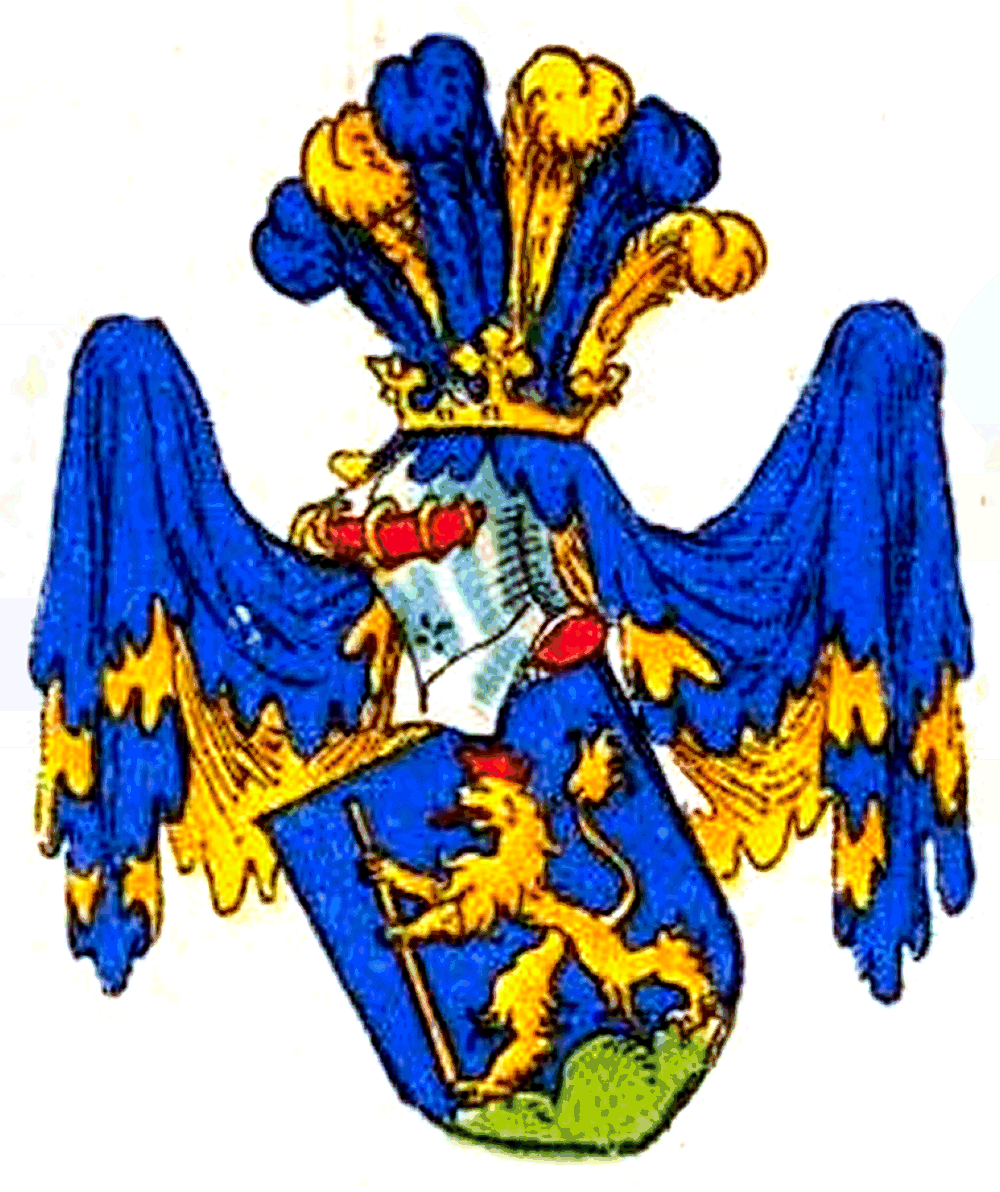
Stammwappen derer von Stengel

Die Herren von Stengel, später auch Freiherren von Stengel sind ein im 18. Jahrhundert geadeltes Briefadelsgeschlecht der Kurpfalz bzw. Bayerns; es existiert bis heute und hat bedeutende Persönlichkeiten aufzuweisen.

## Familiengeschichte
Mit Diplom vom 26. September 1740, ausgefertigt in Schwetzingen, erhob Kurfürst Karl III. Philipp den kurpfälzischen Geheimen Rat und Kanzleidirektor Franz Joseph Stengel in den erblichen Adelsstand. Franz Joseph Stengel stammte aus Hechingen in Hohenzollern, wo sein Vater Paul Stengel, 1725 als Oberamtmann und fürstlich hohenzollernscher Kanzler starb.
Das Adelsgeschlecht wurde von Franz Joseph von Stengels Söhnen Paul Heinrich Joseph Xaver von Stengel (1717–1754) und Johann Georg von Stengel (1721–1798) weitergeführt und teilte sich in zwei Linien, eine untitulierte und eine freiherrliche.

### Untitulierte Linie
Paul Heinrich Joseph Xaver von Stengel (1717–1754) heiratete Maria Anna Fischer aus Erbes-Büdesheim. Er residierte als kurpfälzischer Landschreiber in Neustadt an der Haardt (jetzt Neustadt an der Weinstraße) und erbaute sich einen Herrensitz in der Gemarkung „am Bergel“, der heute zu Edenkoben gehört und als Herrenhaus Edenkoben bzw. als Künstlerhaus Edenkoben bekannt ist. Mit seiner Frau hatte er mehrere Kinder, wovon der Sohn Heinrich Christian Michael von Stengel (1744–1796), ein von Napoleon Bonaparte geschätzter französischer General, am bedeutendsten war.
Maria Anna Stengel, geborene Fischer (1716–1747) starb jung und ist im katholischen Teil der Stiftskirche (Neustadt an der Weinstraße) beigesetzt. Ihr prachtvolles Epitaph mit dem Wappen der Familien Fischer und Stengel befindet sich links neben der Sakristeitür.
Paul Heinrich Joseph von Stengel starb 1754 und ruht in der Pfarrkirche St. Sebastian in Mannheim, wo sein Name auf dem von Franz Conrad Linck geschaffenen Epitaph der Eltern vermerkt ist.

### Freiherrliche Linie
Johann Georg Freiherr (ab 1788) von Stengel (1721–1798) war kurpfälzischer Kanzleidirektor und Staatsrat. Er verehelichte sich 1750 mit Maria Christine Edle von Hauer (1734–1796) und lebte mit ihr in Mannheim. Im Ortsteil Seckenheim erbauten sie 1768 ein Schloss und südlich davon ein Landgut mit Namen Stengelhof, woraus sich der heutige Stadtteil Rheinau entwickelte. Johann Georg von Stengel war ein enger Vertrauter und Berater von Kurfürst Karl Theodor, mit dem er auch aufgewachsen sein soll. Er erhob ihn mit Diplom vom 18. Juni 1788 in den erblichen Freiherrenstand. Verschiedene Historiker vermuten darin einen späten Akt der Dankbarkeit des Herrschers, da der erstgeborene Sohn Stephan von Stengel ein uneheliches Kind von Kurfürst Karl Theodor gewesen sei, das Maria Christine Edle von Hauer schon von ihm erwartete als sie Johann Georg von Stengel heiratete und dieser um die Abkunft des Knaben wissend, ihn wie einen eigenen Sohn aufzog. Die Abstammung Stephan von Stengels von Kurfürst Karl-Theodor ist historisch umstritten, wenngleich ihn der Kurfürst später in seine engste Umgebung zog und ihn auch auf private Reisen mitnahm, wie etwa zur Wallfahrt nach Rom (1783). Auch die bei der Freiherrnerhebung geschehene Wappenvermehrung mit den Rauten (Wecken) der Wittelsbacher, die ja Stephan von Stengel ab diesem Zeitpunkt führen durfte, würde in diese Richtung deuten. Beide Abstammungsversionen werden von Historikern vertreten. Johann Georg Freiherr von Stengel starb 1798 in Mannheim und wurde auf dem dortigen katholischen Friedhof (heute Quadrat K 2) beigesetzt. Sein klassizistischer Grabstein kam bei Auflösung des katholischen Friedhofs in den neuen Hauptfriedhof, wo er sich im Gräberfeld I/5 befindet.
Die Ortschaft Stengelheim, heute ein Ortsteil von Königsmoos, entstand bei der von Stephan von Stengel initiierten Trockenlegung des Donaumooses und wurde nach ihm benannt.
Über seine Tochter Rosina (1786–1862) ist Stephan von Stengel der Großvater des Eichstätter Bischofs Franz Leopold von Leonrod (1827–1905).

## Wappen
- Das Stammwappen zeigt in Blau auf grünem Boden einen nach rechts gekehrten gekrönten goldenen Löwen, welcher in den Vorderpranken einen goldenen Stab (Stengel) nach unten hält. Darüber Helm mit vier Straußenfedern, wechselnd blau und golden.
- Das freiherrliche Wappen ist geviert: 1 und 4 in Silber zwei aneinanderstoßende, blaue Wecken; 2 und 3 das Stammwappen. Auf dem Schild stehen, über einer fünfperligen Freiherrenkrone, zwei gekrönte Helme. Aus dem rechten Helme wächst rechtssehend ein gekrönter blauer Löwe auf, welcher in den Vorderpranken eine blaue Wecke hält, der linke trägt vier Straußenfedern, wechselnd blau und golden (Helm des Stammwappens). Die Helmdecken sind blau und golden.[9]

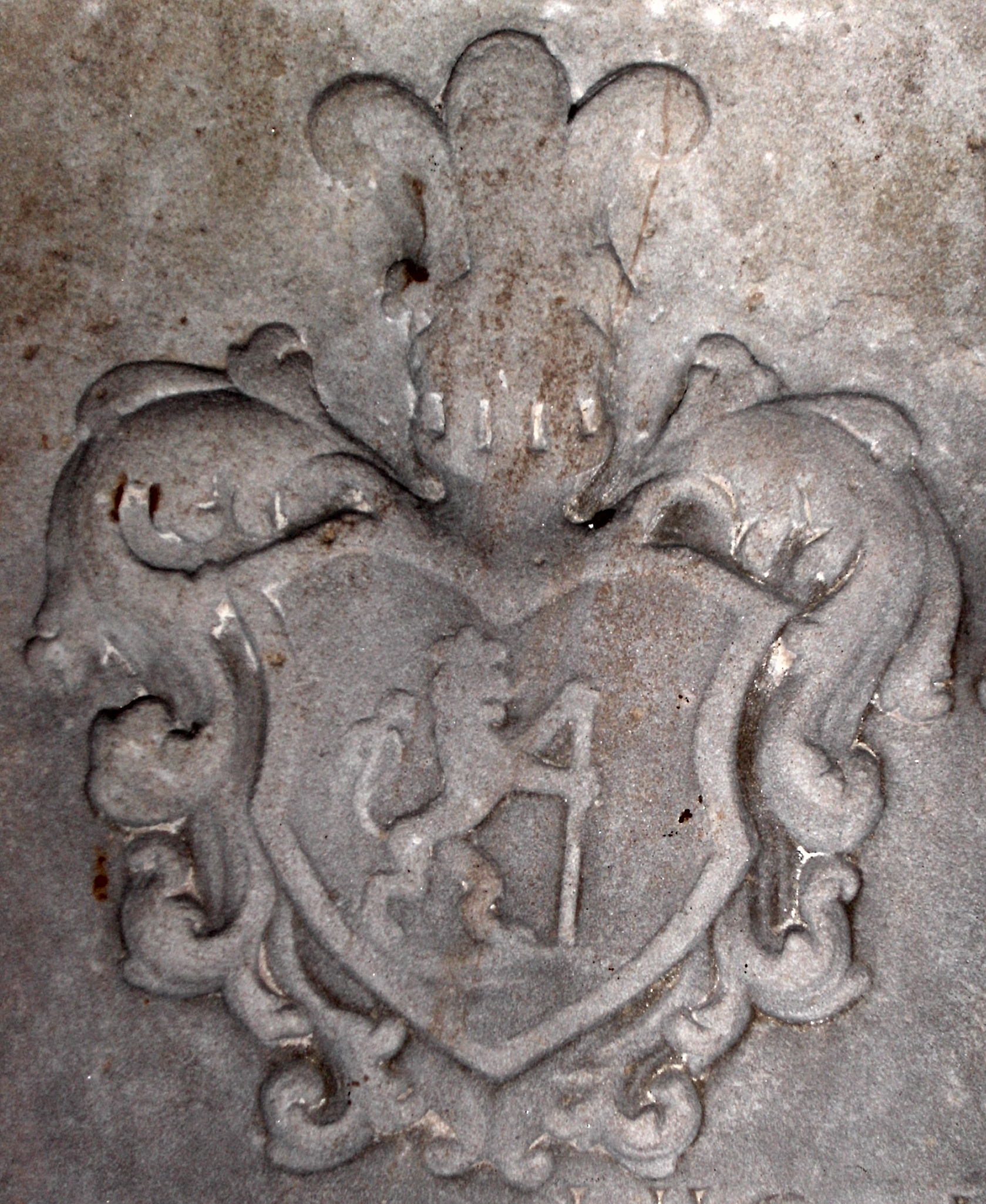
Stammwappen der untitulierten Linie; Detail vom Stengel-Epitaph, Stiftskirche (Neustadt an der Weinstraße)
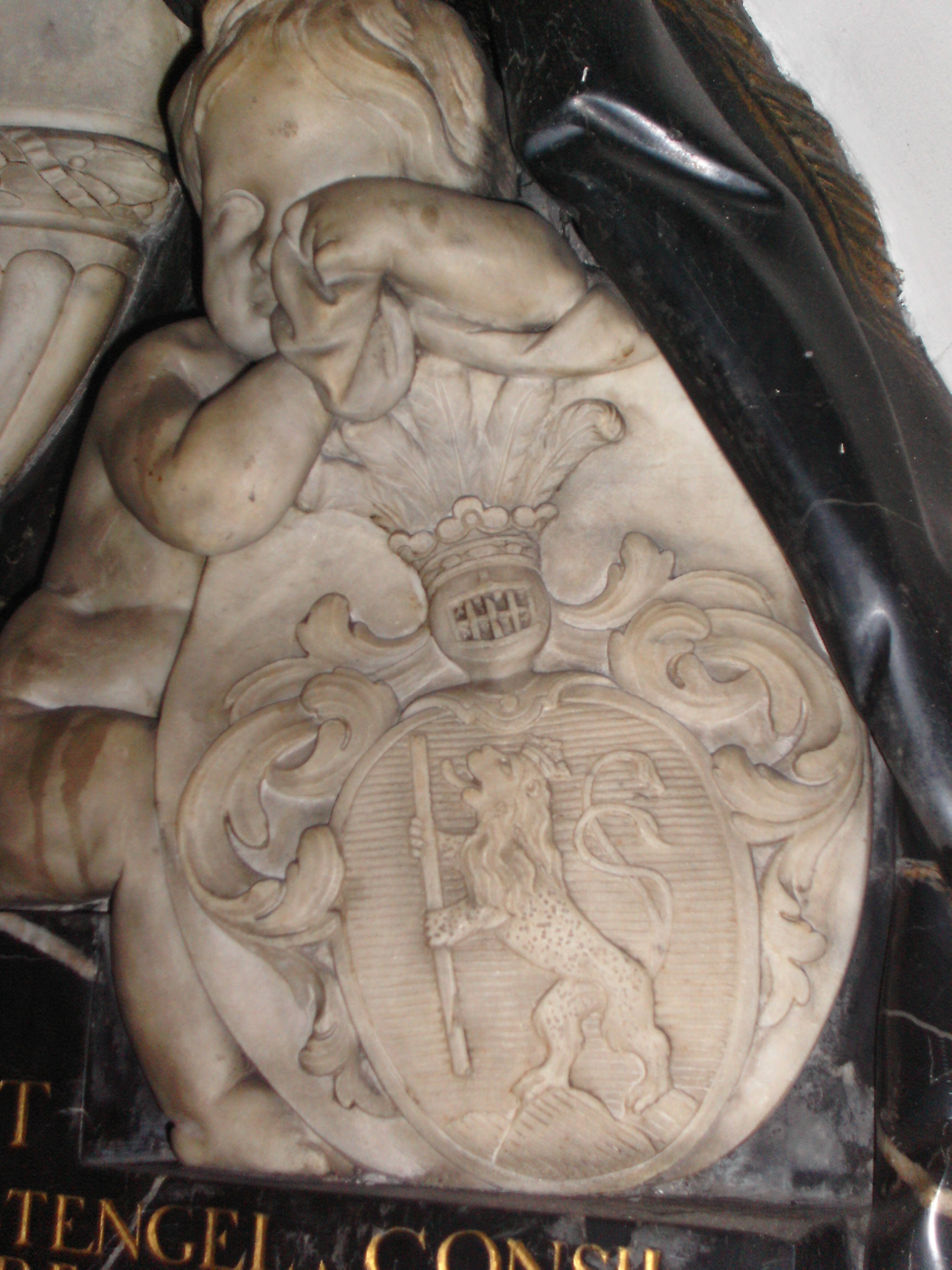
Abweichendes Stammwappen (Löwe nach links gekehrt); Detail vom Stengel-Epitaph, St. Sebastian (Mannheim)
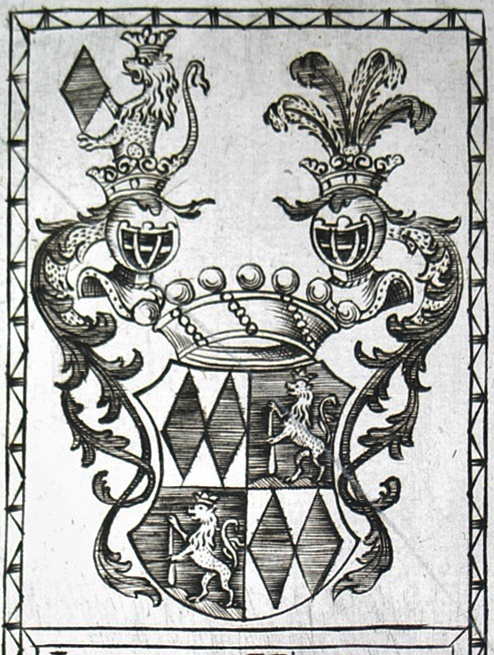
Das um die Wittelsbacher Rauten vermehrte Wappen der freiherrlichen Linie

## Bekannte Familienmitglieder
- Franz Joseph von Stengel (1683–1759) kurpfälzischer Geheimrat, Ritter des St. Hubertus Ordens und Begründer des Adelsgeschlechtes
- Johann Georg Anton Freiherr von Stengel (1721–1798), kurpfälzischer Staatsrat, Begründer der freiherrlichen Linie
- Heinrich Christian Michael von Stengel (1744–1796), französischer General deutscher Nationalität
- Stephan Freiherr von Stengel (1750–1822), kurfürstlicher General-Landesdirektionsrat, Zeichner, Radierer, Kunstsammler und Mäzen
- Karl von Stengel (1765–1818), bayerischer Generalmajor
- Georg Freiherr von Stengel (1775–1824), kurfürstlich geheimer Kabinetts- und Konferenz-Referendär und Kunstmäzen
- Joseph Gabriel Freiherr von Stengel (1771–1848), badischer Verwaltungsbeamter, Oberhofrichter und Geheimer Rat
- Carl Albert Leopold von Stengel (1784–1865), Jurist und bayerischer Verwaltungsbeamter, Regierungspräsident der Pfalz und Schwabens
- Franziska von Stengel (1801–1843), deutsche Schriftstellerin
- Franz von Stengel (1803–1870), badischer Jurist und Politiker
- Georg Freiherr von Stengel (1814–1882), deutscher Baubeamter und Architekt
- Franz von Stengel (General, 1817) (1817–1877), bayerischer Generalmajor
- Hermann von Stengel (1837–1919), bayrischer Verwaltungsbeamter und deutscher Politiker, Staatssekretär im Reichsschatzamt
- Karl von Stengel (1840–1930), deutscher staats- und verwaltungsrechtlicher Schriftsteller
- Emil von Stengel (1842–1925), bayerischer Generalleutnant
- Franz von Stengel (General, 1867) (1867–1947), deutscher Generalmajor
- Margarethe von Stengel (1898–1981), Widerstandskämpferin gegen den Nationalsozialismus
- Marion von Stengel, geborene Hilgers (* 1962), deutsche Schauspielerin und Synchronsprecherin